# Obcy wśród nas
Obcy wśród nas (ang. A Stranger among us) – amerykański film z 1992 roku w reżyserii Sidneya Lumeta, twórcy Dwunastu gniewnych ludzi oraz Serpico. Film trwa 109 minut.

## Opis fabuły
W żydowskiej społeczności Nowego Jorku zamordowano Jacoba Klaussamana. Śledztwo w tej sprawie podejmuje policjantka Emily Eden wraz z kolegą Levinem. Podejrzewa o to kogoś z ich otoczenia. Aby móc to potwierdzić, Emily musi zamieszkać wraz z rodziną najlepszego przyjaciela Jacoba, Ariela. Panem domu jest Rebbe, u którego Emily w końcu zdobywa zaufanie. Do domu przychodzi także Mara, narzeczona Jacoba. Bardzo się cieszy, że Emily podjęła się śledztwa w sprawie zamordowania jej narzeczonego. Emily uczy się od siostry Ariela, Leah. Po pewnym czasie zakochuje się w Arielu, chociaż ma partnera Nicka i odrzuca jego oświadczyny. Ariela zaczyna interesować Emily, lecz ma już narzeczoną.

## Obsada
- Emily Eden – Melanie Griffith
- Ariel – Eric Thal
- Leah – Mia Sara
- Nick – Jemey Sheridan
- Mara – Tracy Pollan
- Levin – John Pankow
- Rebbe – Lee Richardson